# Колосникове
Колоснико́ве — селище Макіївської міської громади Донецького району Донецької області, Україна. Розташоване за 23 км від Донецька. Відстань до Макіївки становить близько 8 км і проходить переважно автошляхом Н21.

## Населення

### Мова
Розподіл населення за рідною мовою за даними перепису 2001 року:
| Мова            | Кількість | Відсоток |
| --------------- | --------- | -------- |
| російська       | 487       | 80.23%   |
| українська      | 113       | 18.62%   |
| білоруська      | 1         | 0.16%    |
| інші/не вказали | 6         | 0.99%    |
| Усього          | 607       | 100%     |

За даними перепису 2001 року населення селища становило 607 осіб, із них 18,62 % зазначили рідною мову українську, 80,23 % — російську та 0,16 % — білоруську мову.